# عصام مخول
عصام مخول (بالعبرية: עיסאם מח'ול‏) هو عضو سابق في الكنيست الإسرائيلي، من قياديي الحزب الشيوعي، وكان أول عضو كنيست يكشف عن المفاعل النووية الإسرائيلية في الكنيست.

## الحياة الشخصية
عصام مخول متزوج وله ولدان وهو يعيش في حيفا.